# Движение Екология и Околна среда
Движение Екология и Околна среда (на гръцки: Κίνημα Οικολόγων Περιβαλλοντιστών) е кипърска зелена политическа партия.
На парламентарните избори през 2001 г. и 2006 г. Движение Екология и Околна среда печели 2,0% от гласовете и 1 от 56 места. През 2011 г. резултатът е 2,2% от гласовете, като единственият мандат, който партията печели е на лидера Йоргос Пердикис, който запазва мястото си. През 2016 г. движението печели 2 места в Камарата на представителите.